# Ternhill
Ternhill est un village du Shropshire, en Angleterre.
On y trouve un ancien terrain d'aviation de la Royal Air Force.